# Каталог на живота
„Каталог на живота“ (на английски: Catalogue of Life) е онлайн база данни, която предоставя индекс на известните видове животни, растения, гъби и микроорганизми. Създадена е през 2001 г. като партньорство между глобалната мрежа Species 2000 и Американската обединена система за таксономична информация. Каталогът се използва от изследователи, граждани, учени, преподаватели и нормотворци. Каталогът се използва и от Библиотеката за наследство на биоразнообразието, Системата за данни за баркод на живота, Encyclopedia of Life и Глобалната информационна система за биоразнообразието. В момента каталогът събира данни от 165 рецензирани таксономични бази данни, които се поддържат от специализирани институции по целия свят. Към септември 2022 г. контролният списък на Каталога на живота наброява 2 067 951 от 2,2 милиона съществуващи на планетата вида, известни на таксономите в момента.

## Структура
Каталогът на живота използва проста структура от данни, за да предостави информация за синонимия, групиране в рамките на таксономична йерархия, общи имена, разпространение и екологична среда. Той предоставя динамично издание, което се актуализира ежемесечно и в което данните могат да се променят без проследяване на тези промени, и годишен контролен списък, който предоставя датирана, проверима справка за използването на имена и свързани данни. Разработването на Каталога на живота е финансирано чрез проектите Species 2000 europa (EuroCat), 4d4Life, i4Life през 2003 – 2013 г., а по-късно от Център за биоразнообразието „Натуралис“, Лайден, Холандия и групата Species Files за проучване на естествената история на Илинойс в Шампейн-Урбана .
Хората, които към даден момент управляват Каталога на живота, всички сътрудници и друга подходяща информация, която се променя с времето, са посочени на официалния уебсайт.

## Употреба
Голяма част от употребата на Каталога е в осигуряването на основна таксономия за други глобални портали за данни и биологични колекции. Чрез проекта i4Life „Каталогът на живота“ има официални партньорства с Глобалната информационна система за биоразнообразието, Европейския архив на нуклеотидите, Encyclopedia of Life, Европейския консорциум за баркод на живота, Червения списък на световнозастрашените видове и Life Watch. Публичният интерфейс включва както функции за търсене, така и за разглеждане; предлага и многоезични услуги. 
Каталогът включва 300 000 вида до 2003 г., 500 000 вида до 2005 г. и над 800 000 вида до 2006 г. Към 2019 г. в каталога са включени 1,9 милиона съществуващи и изчезнали видове.  Съществуват около 14 милиона предимно непубликувани вида; този брой обаче не е окончателен, тъй като липсват данни за възможния брой неописани насекоми, нематоди, бактерии, гъбички и много други. 

## Каталог на живота Плюс
През 2015 г. експертна група представя консенсусна йерархична класификация на живите организми, която включва някои сектори, които преди това не са представяни в публикувания Каталог. През същата година представители на Каталога на живота, Системата за данни за баркод на живота, Библиотеката за наследство на биоразнообразието, Encyclopedia of Life и Глобалната информационна система за биоразнообразието (ГИСБ) се срещат, за да обмислят изграждането на единна споделена авторитетна номенклатура и таксономична основа „Каталог на живота Плюс“, който да се използва за подреждане и свързване на данни за биоразнообразието, включително съдържание, което все още не е в основния Каталог, но е достъпно чрез други източници, за да обслужва както потребителите на действащия Каталог, така и потребителите на разширено таксономично съдържание (като ГИСБ), използвайки обща инфраструктура. Каталог на живота Плюс се развива съвместно с работната група за Глобален списък на видовете, за да се избегнат повторения и да се работи за авторитетен глобален списък на видовете.